# Volley ecuadoriano
Il Volley Ecuatoriano o Ecuavolley è un particolare tipo di pallavolo in versione sudamericana praticato dai primi anni sessanta in Ecuador, paese da cui ha preso il nome, e nei paesi in cui vivono comunità ecuadoriane.
Tornei dimostrativi di questo sport vengono effettuati anche in Italia, in particolare in chiave di integrazione delle comunità di paesi centro e sud americani presenti in diverse città (a Genova è stato introdotto in via sperimentale anche all'interno del carcere circondariale di Marassi come strumento di svago e di recupero dei detenuti).

## Caratteristiche
Viene giocato fra due squadre composte da tre giocatori, su un campo da gioco regolamentare ma con un pallone più pesante (n.5). La rete è posta a 280 cm di altezza, 40 cm in più rispetto a quella del volley tradizionale.
In considerazione del puro spirito sportivo con cui viene praticato, è riconosciuta una grande tolleranza circa la pulizia del tocco di palla.
L'assegnazione dei punti avviene solo dopo il cambio palla.
Da coloro che lo praticano viene definito uno sport meno agonistico e duro rispetto al volley, semplice da praticare specialmente in virtù della quasi totale assenza di schiacciate, rese difficoltose dalla rete posta più in alto, e dalla maggiore facilità di effettuare un bagher da parte della squadra che difende.

## Promozione del volley ecuadoriano nel mondo
È attiva una forma di partenariato presieduta dal professor Henry Raùl Soria Valencia e sostenuta dal Consolato dell'Ecuador, dal CONI, dalla Provincia e dal Comune di Genova, dall'ENDAS e dall'Universidad Cattolica de Loja del Ecuador.

## Galleria d'immagini

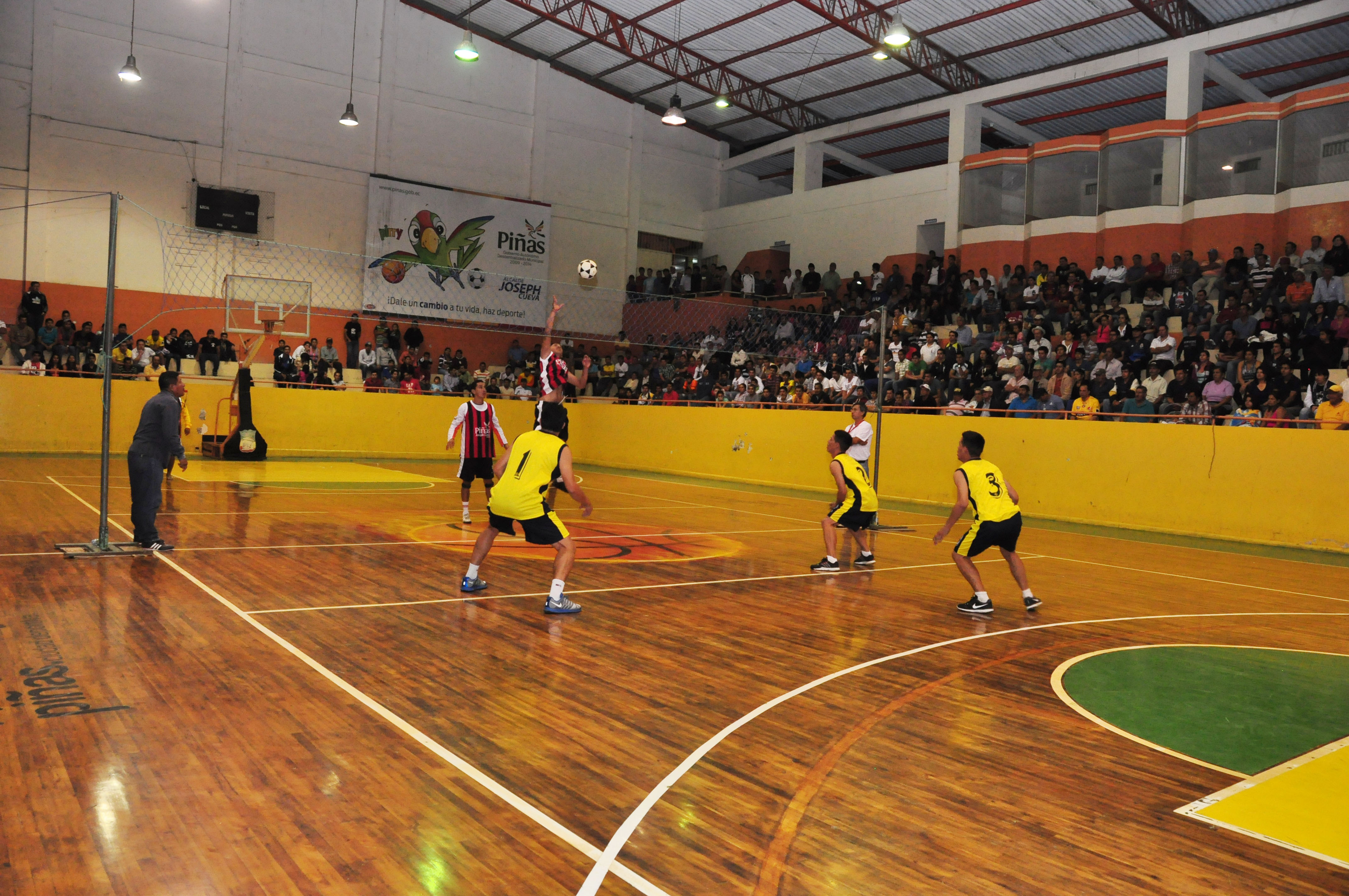
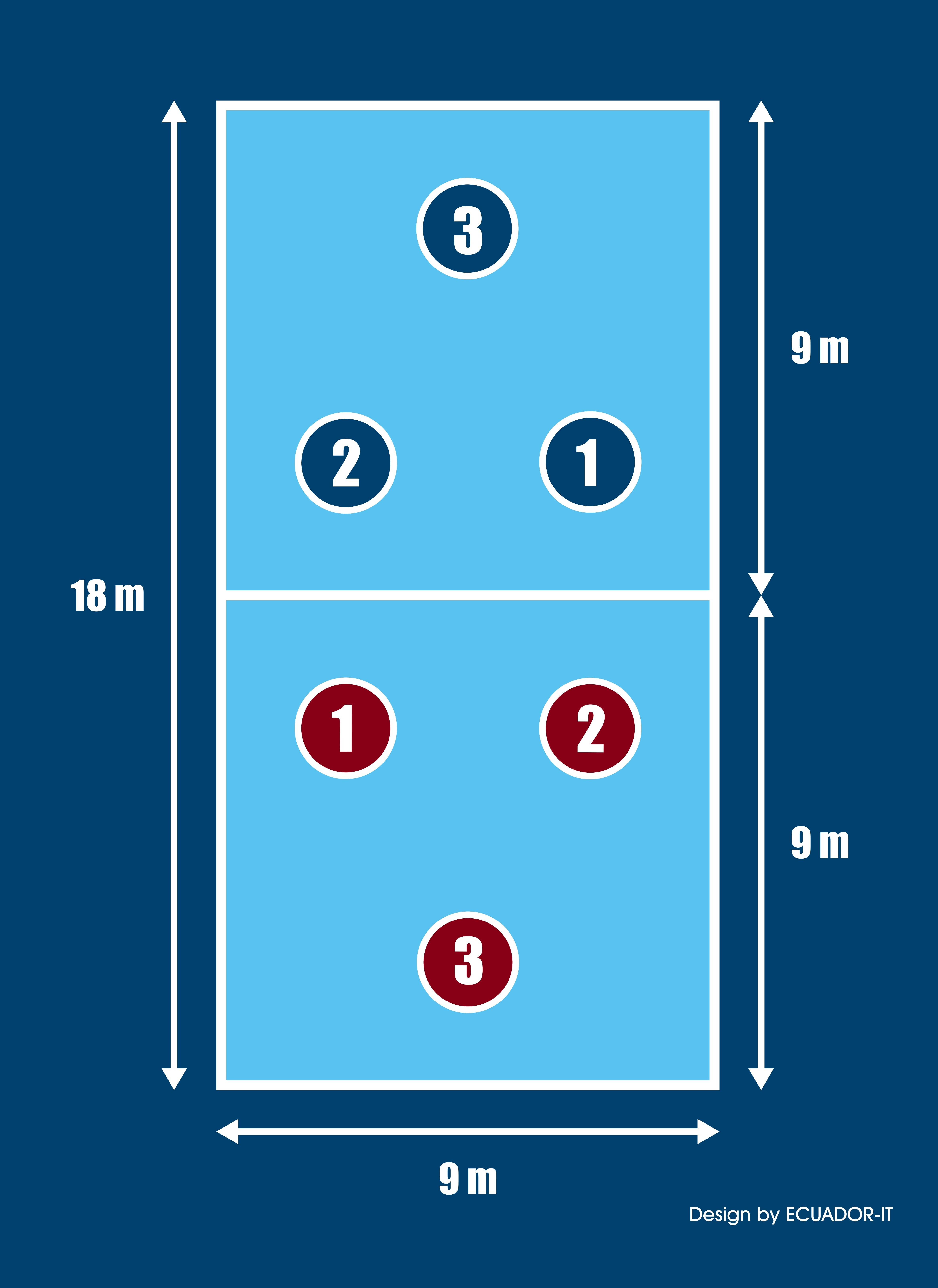
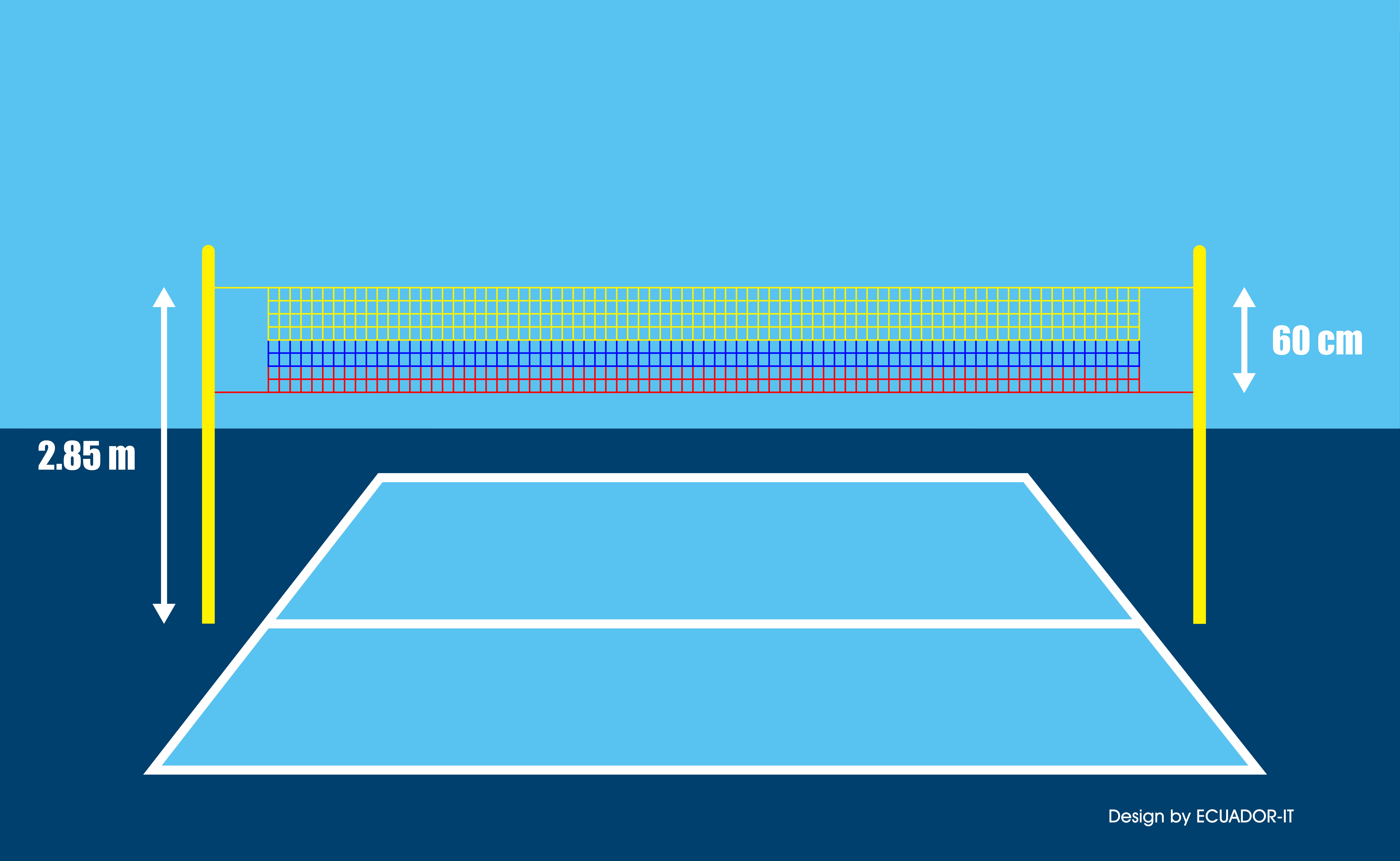
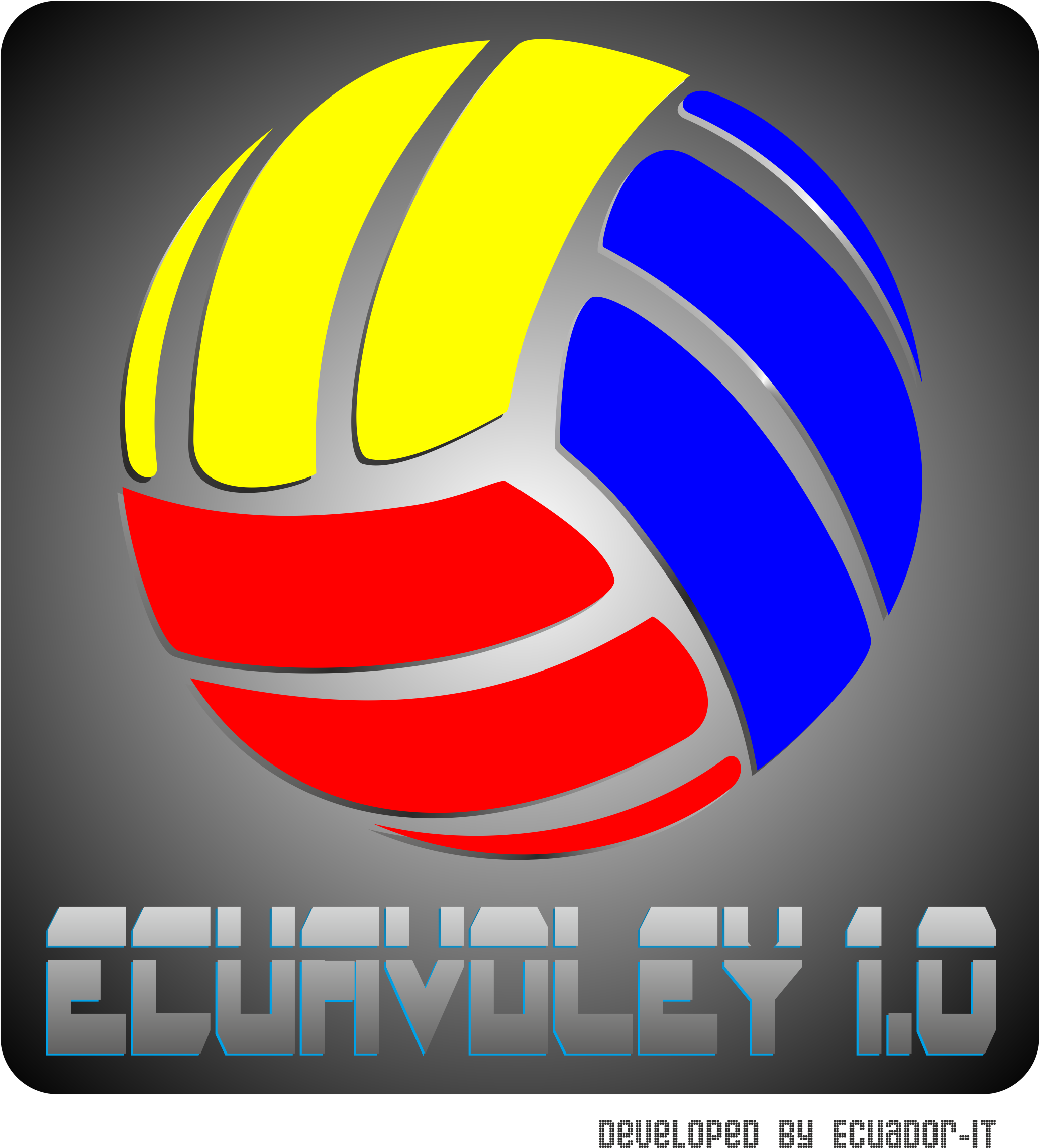